# 멕시코 국립도서관

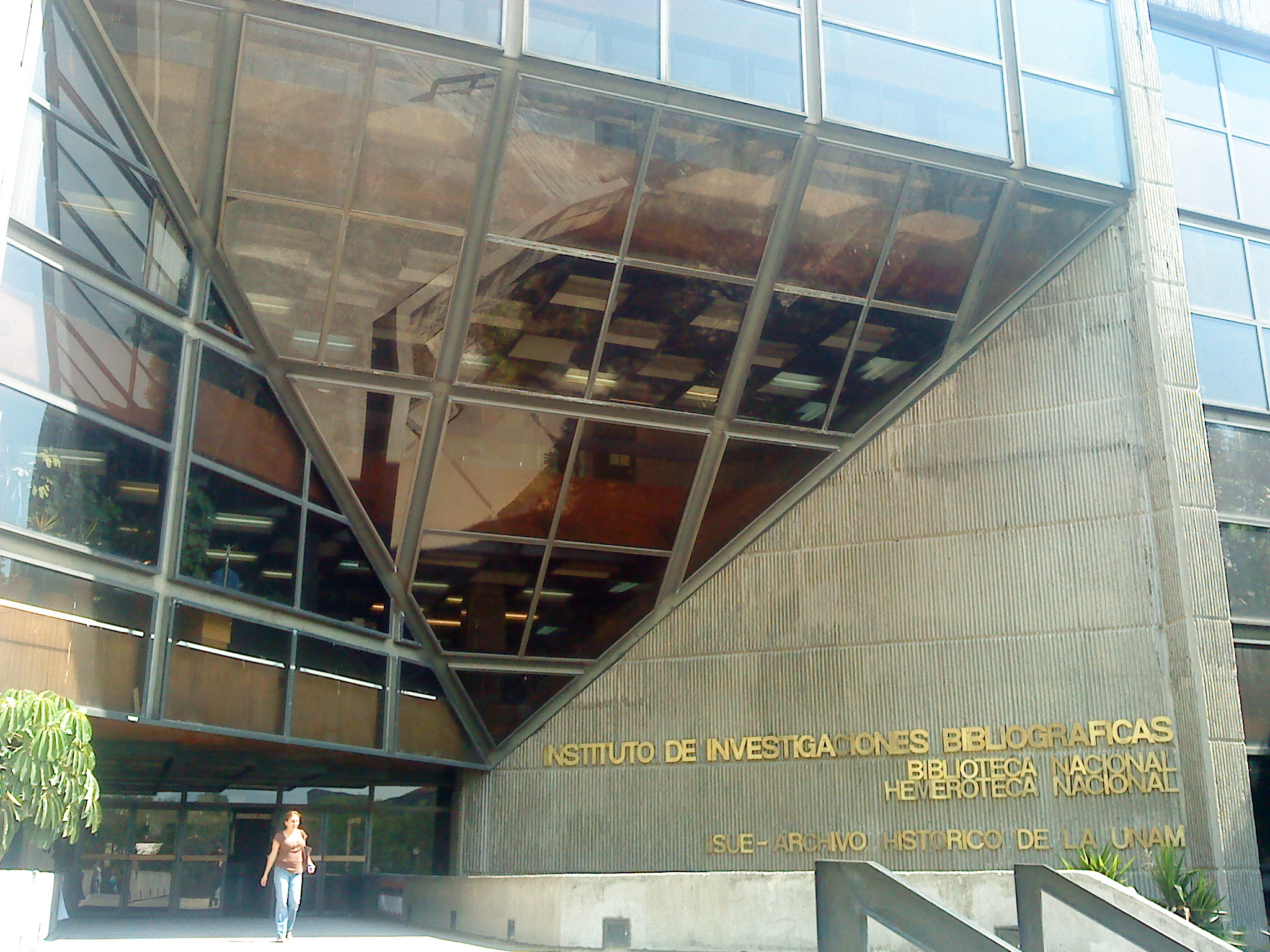
도서관 입구

멕시코 국립도서관(National Library of Mexico, 스페인어: Biblioteca Nacional de México)은 멕시코시티에 위치한 멕시코 국립 자치 대학교(UNAM)의 주요 캠퍼스인 대학교 도시에 있다. 1867년 11월 30일에 처음 설립되었다.
국립도서관으로서 멕시코의 가장 뛰어난 서지 저장소이며 납본 제도의 적용을 받는다. 또한 멕시코에 대해 출판된 모든 외국 서적을 수집하려고 노력한다. 책, 지도, 녹음물을 포함한 125만 점의 소장품은 멕시코와 라틴아메리카에서 가장 큰 도서관 중 하나로 만든다.
신문 및 기타 정기 간행물은 국립 도서관 시설 옆 대학교 도시에 위치한 멕시코 국립 신문 도서관(Hemeroteca Nacional de México)에 보관되어 있다.

## 역사
교황령 멕시코 왕립 대학교(현대 UNAM의 전신)의 소장품은 대학교 해체 후 국립 도서관의 초기 기부금을 형성했다. 국립 도서관 설립 칙령은 1833년 10월 26일에 발효되었다. 1846년과 1857년의 추가 칙령은 도서관의 범위와 기능을 명확히 하려고 시도했다.
베니토 후아레스는 1867년 11월 30일 칙령을 발표하여 국립 도서관이 납본 제도를 포함한 현대적인 특권 대부분을 획득하게 했다. 또한 이 칙령은 도서관을 멕시코시티 시내의 성 아우구스티노 교회로 이전했다.
1914년 국립 도서관은 멕시코 국립 자치 대학교와 연결되었다. 1929년 대학교가 자율성을 얻었을 때 도서관은 그 구성 요소가 되었다. 도서지식 연구소는 국립 도서관의 관리를 용이하게 하기 위해 1967년 대학교에 의해 설립되었다.
국립 도서관은 1979년 대학교 도시 UNAM 캠퍼스의 현재 위치로 이전했다. 그러나 예비 컬렉션(아래 참조)은 성 아우구스티노 교회의 특별실에 남아 있었다. 건물은 1985년 멕시코시티 지진으로 손상되었고, 그 결과 현재 국립 도서관 건물에 새로운 별관을 짓기로 결정했다. 새 별관은 1993년에 개관했다.

## 서비스
도서관의 많은 서비스는 일반 대중에게 제공된다. 여기에는 책과 CD-ROM을 위한 개방형 열람실, 지도, 교육 자료, 오디오 및 비디오 녹음물을 위한 별도의 방, 시각장애인 사용자를 위한 자료를 갖춘 방이 포함된다. 이 방에서 이용 가능한 대부분의 문서는 도서관 시설 내에서 저렴한 비용으로 요청 시 부분적으로 복제할 수 있다.
도서관은 또한 목록 작성 및 도서 보존 서비스를 제공한다. 시설을 통한 안내 투어는 요청 시 이용할 수 있다.

### 예비 컬렉션
예비 컬렉션(Fondo Reservado)은 도서관이 소유한 가장 귀중한 문서를 보관한다. 이 컬렉션은 연구자에게만 제공되며 약 200,000점의 문서를 포함한다. 네 가지 섹션으로 나뉜다:
1. 희귀 및 귀중한 작품: 단테의 신곡 1498년판을 포함하여 170권의 초판본을 포함한다. 또한 멕시코에서 인쇄된 최초의 책 사본을 소장하고 있으며, 그 중 가장 오래된 것은 알론소 데 라 베라크루즈의 Recognitio summularum과 Dialéctica resolutio이다. 또한 라프라과 컬렉션은 1576년에서 1924년 사이의 멕시코 사회 경제사를 기록한 여러 권의 책을 포함한다.
2. 기록 보관소, 원고 및 이미지: 멕시코 역사의 여러 인물과 기관이 생산한 원고와 기록 보관소를 포함한다. 또한 이코노테카로 알려진 사진, 그림 및 판화 컬렉션을 소장하고 있다.
3. 원본 컬렉션(Fondo de Origen): 95,000점의 문서를 포함하며, 대부분 1501년에서 1821년 사이에 유럽에서 인쇄되었다.
4. 특별 컬렉션: 기증을 통해 획득하거나 도서관에서 구입한 개인 컬렉션 및 개인 도서관을 포함한다. 주목할 만한 컬렉션으로는 마리오 콜린 산체스, 마리아 아순솔로, 앙헬 폴라, 가비노 바레다 등의 컬렉션이 있다.

## 같이 보기
- 멕시코의 도서관 목록
- 호세 바스콘셀로스 멕시코 도서관